# The Prisoner – Der Gefangene
The Prisoner – Der Gefangene (Originaltitel: The Prisoner) ist eine sechsteilige Mystery-Serie, die im November 2009 erstmals bei dem amerikanischen Kabelsender AMC in Zusammenarbeit mit dem britischen Sender ITV ausgestrahlt wurde. In Deutschland wurde sie von ZDF neo ausgestrahlt. Ein mutmaßlicher Datenanalyst eines amerikanischen Softwarekonzerns wird nach seiner Kündigung an einen mysteriösen Ort in der Wüste verschleppt und dort als Nummer 6 festgehalten. Alle Menschen in diesem Village genannten Ort haben ebenfalls Nummern zugewiesen bekommen und können sich an ein früheres Leben nicht mehr erinnern. Der Leiter des Ortes ist ein Mann namens Nummer 2. Die Grundidee der Serie war bereits in den 60er-Jahren in der Serie Nummer 6 verfilmt worden. Die Hauptrollen spielen Ian McKellen und James Caviezel.

## Inhalt
Ein unbekannter junger Mann findet sich inmitten einer Wüste wieder und beobachtet eine Jagd auf einen alten Mann, der kurz darauf stirbt. Wenig später entdeckt der junge Mann eine Stadt, in der alle Wohnhäuser die gleiche zeltartige Form aufweisen, und eine geheimnisvolle Gesellschaft lebt, deren Oberhaupt Nummer 2 zu sein scheint. Alle Menschen in der Stadt haben eine Nummer; er selbst wird als Nummer 6 angesprochen. Nummer 6 kann sich nur noch schemenhaft an sein früheres Leben erinnern und stellt fest, dass er die Stadt nicht mehr verlassen kann. Er freundet sich daraufhin mit dem Taxifahrer Nummer 147 und der Ärztin Nummer 313 an. Nummer 6 versucht die Zusammenhänge der offenbar diktatorischen Gesellschaft zu verstehen, in der alle Bewohner ständig überwacht und manipuliert werden und bereits Kinder zu Spitzeln ausgebildet werden. Er versucht auch die Stadt möglichst schnell zu verlassen und den ständigen Manipulationen durch Nummer 2 zu widerstehen. Auch der Sohn von Nummer 2 beginnt die Ordnung im Dorf zu hinterfragen und gegen seinen Vater zu opponieren.

## Episoden und Ausstrahlung
Die US-Erstausstrahlung fand am 15. November 2009 beim Kabelsender AMC-TV an drei aufeinanderfolgenden Abenden zu je zwei Stunden statt, der Pay-TV-Sender Canal+ in Frankreich folgte ab dem 15. Februar 2010. In Großbritannien fand die Fernsehpremiere ab dem 17. April 2010 statt. Die deutsche Fernsehpremiere bei ZDFneo war am 13. Januar 2012. Eine Wiederholung im ZDF-Hauptprogramm gab es ab 16. Juli 2012. Aufgrund schwacher Quoten entfernte man die Serie nach zwei Folgen von ihrem Sendeplatz um 23 Uhr und strahlte die weiteren Folgen erst nach Mitternacht aus.
| Nr. | Episodentitel (Deutsch) | Episodentitel (Original) | Erstausstrahlung USA | Erstausstrahlung Deutschland (ZDFneo) |
| 1   | Die Ankunft             | Arrival                  | 15. November 2009    | 13. Januar 2012                       |
| 2   | Harmonie                | Harmony                  | 15. November 2009    | 20. Januar 2012                       |
| 3   | Amboss                  | Anvil                    | 16. November 2009    | 27. Januar 2012                       |
| 4   | Seelenverwandte         | Darling                  | 16. November 2009    | 3. Februar 2012                       |
| 5   | Schizophrenie           | Schizoid                 | 17. November 2009    | 10. Februar 2012                      |
| 6   | Schachmatt              | Checkmate                | 17. November 2009    | 17. Februar 2012                      |

## Kritik
In Deutschland war das Medienecho sehr verhalten, und es wurden nur vereinzelte Kritiken veröffentlicht. Torben Gebhardt (Quotenmeter.de) lobte in seiner Kritik der Auftaktepisode hauptsächlich die Originalserie Nummer 6, die sich als „wegweisend für viele Genreserien nach ihr, egal ob aus Sicht der Popkultur oder der surrealen Inszenierung“ verstanden habe. Davon sei in der Neuinterpretation nicht mehr viel übrig. Es handele sich um eine „harmlose und zugleich etwas unausgegorene Neuinterpretation des Kultklassikers“, die durch ihre „übertrieben verschachtelte Erzählweise“ unnötig verwirre. Gebhardt kritisiert außerdem den Darsteller der Nummer 6, „der eher blass und konturlos“ agiere.
In den USA war die Kritik eher gespalten, die Serie erreicht bei Metacritic einen Metascore von 46/100, basierend auf 21 Rezensionen.
Linda Stasi schrieb in der New York Post, man solle sich aus dem Dorf fernhalten. Sie kritisierte vor allem widersinnige Merkwürdigkeiten: So gebe es zwar Computer im Ort, aber nur altertümliche Fernsehgeräte und Radios, die ausschließlich Beach-Boys-Musik spielten. Die Bewohner dürften aus ungeklärten Gründen nur Wraps essen. Besondern unselig empfand sie die Geschichte um die Frau von Nummer 2, die in einem komatösen Zustand gehalten wird.
Robert Bianco attestiert der Serie in USA Today, dem Original aus den 60ern nicht gerecht zu werden. Er kritisiert beispielsweise, dass Nummer 2 durch nur eine Person verkörpert wird, bescheinigt dem Darsteller Ian McKellen jedoch, der einzige Grund zu sein, die Serie überhaupt anzusehen. Bianco sieht ein wesentliches Problem der Serie auch in den gewandelten Rahmenbedingungen; die Serie passe nicht in die heutige Zeit.
Tim Goodman stellte in der San Francisco Chronicle fest, dass die Originalserie damals etwas Neues und Wegweisendes gewesen sei. Mittlerweile gebe es aber Serien wie Twin Peaks, Lost und Akte X, und die Vorstellung, den Zuschauer durch eine vage, ominöse und bizarre Darstellung zu begeistern, sei daher überholt. Das größte Problem sieht Goodman jedoch darin, dass die Serie wenig verlockend sei, da sie zu sehr abschweife.
Alexandra Stanley (The New York Times) bescheinigt der Serie, dass sie spannend sei, zum menschlichen Befinden, im Gegensatz zum Original, aber nur Lippenbekenntnisse liefere und stattdessen einen Machtkampf zwischen Menschen erforsche.

## Synchronisation
Das Dialogbuch der Neuverfilmung schrieb Katrin Miclette. Die Dialogregie führte Jens Wawrczeck. Produziert wurde die Synchronfassung bei der Studio Hamburg Synchron GmbH.
| Rolle                        | Synchronsprecher   |
| ---------------------------- | ------------------ |
| Nummer 2 (Sir Ian McKellen)  | Achim Schülke      |
| Nummer 6 (James Caviezel)    | Peter Lontzek      |
| Nummer 313 (Ruth Wilson)     | Marion von Stengel |
| Nummer 147 (Lennie James)    | Erik Schäffler     |
| M2 (Rachael Blake)           | Traudel Sperber    |
| 11-12 (Jamie Campbell Bower) | Jonas Nay          |
| 14-15/Lucy (Hayley Atwell)   | Jennifer Böttcher  |
| 909 (Vincent Regan)          | Stephan Benson     |
| 16 (Jeffrey R. Smith)        | Martin Lohmann     |
| 21-16 (Renate Stuurman)      | Angela Quast       |

## DVD- und Blu-ray-Veröffentlichungen
Die DVDs und Blu-rays mit allen 6 Episoden erschienen im März 2012 in Deutschland.

## Trivia

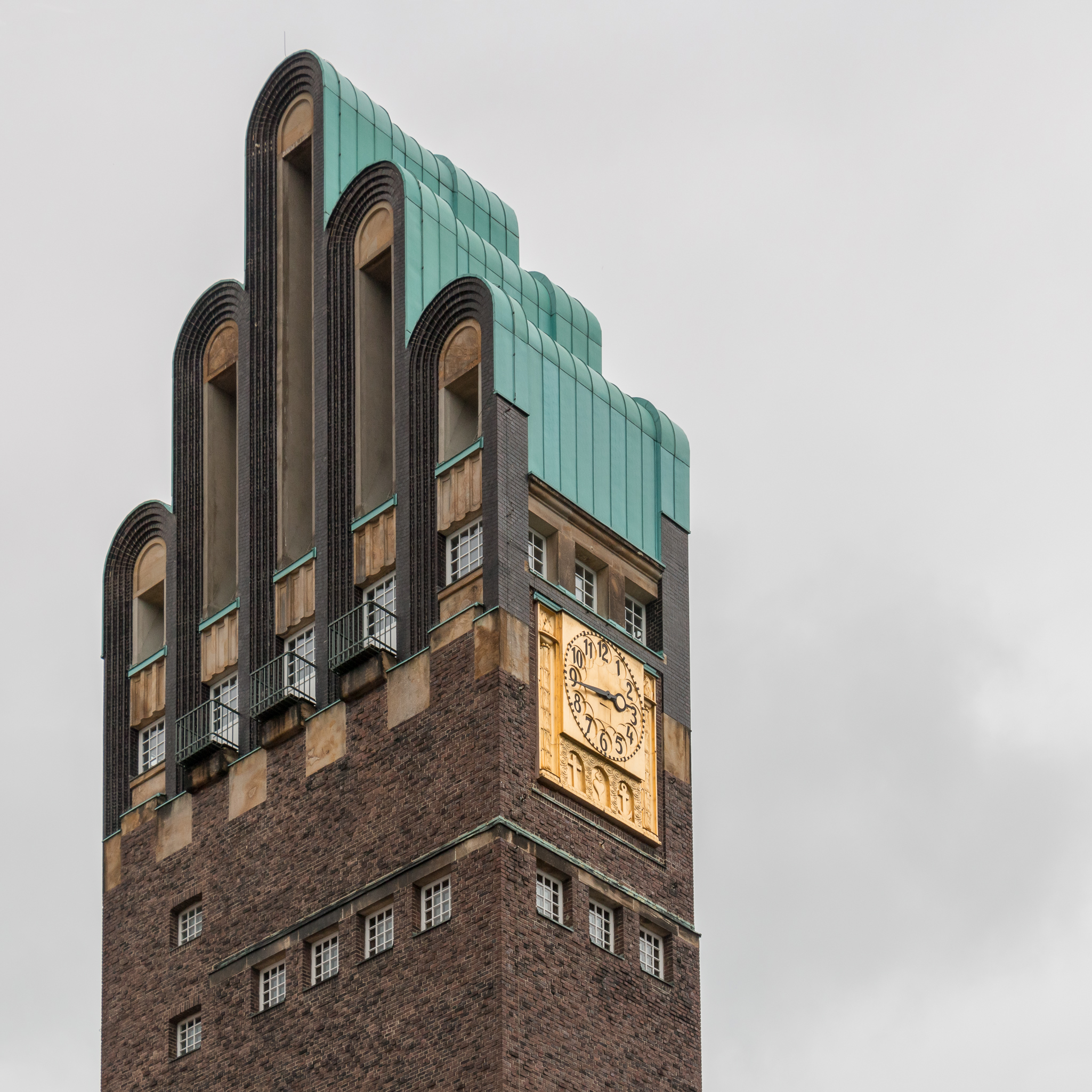
Das Dach und die Turmuhr des Hochzeitsturmes

- Der Handlungsort ist nicht mehr das von lauter Wald umgebene „Village“, sondern die von Wüste umgebene „Stadt“. Deren Logo ist anstelle eines Penny-Farthing-Hochrades nun eine stilisierte Hand. Produktionsdesigner Michael Pickwoad nahm sich dafür den 1908 während des Jugendstils errichteten Hochzeitsturm in Darmstadt zum Vorbild.
- In der Serie gibt es einige Anspielungen auf die Serie Nummer 6. Neben der weitgehend übernommenen Idee findet man einige Hinweise auf die alte Serie, zum Beispiel sieht man häufiger eine Lavalampe, ebenso das Penny-Farthing-Hochrad. Auch der Kauf einer Karte des Ortes wurde aus der Originalserie übernommen.[10]
- Rover – der weiße Ballon und „Wachhund“ des Ortes – wurde aus der Serie Nummer 6 übernommen. Er war damals eine produktionstechnische Verlegenheitslösung: Nachdem erste Versuche mit einem mechanischen Gefährt fehlgeschlagen waren, versuchte man es mit einem Wetterballon, den man zufällig beobachtet hatte.
- Im Gegensatz zur Serie Nummer 6 wechselt die Nummer 2 nicht in jeder Folge, sondern wird immer von Ian McKellen verkörpert.
- Die Originaltitel spielen alle auf Titel einzelner Episoden aus der Serie Nummer 6 an. Drei Titel (Arrival, Checkmate und Harmony) wurden direkt übernommen, die restlichen drei in verkürzter Form (Anvil statt Hammer into Anvil, Darling statt Do Not Forsake Me Oh My Darling und Shizoid statt The Schizoid Man). Teilweise wurde diese Anspielung auch bei den deutschen Titeln deutlich (Die Ankunft, Schachmatt, Harmonie sowie Amboss). Der Inhalt der Episoden ist aber gänzlich abweichend.